# 東雁来
東雁来（ひがしかりき）とは、札幌市東区にある地名である。同区内の東端に位置し、豊平川左岸に沿って広がる。札樽自動車道・国道274号・国道275号といった大きな道路に接しており、交通利便性に優れている。
雁来新川以北の地域は東雁来町となっている。東雁来町の一部は豊平川の対岸まで広がり、白石区や江別市と接している。また、東雁来町のうち雁来新川流域一帯を指して豊畑（とよはた）と呼ぶ。

## 歴史

### 地名の由来
雁来の名は枯木があったから、実際に雁が飛来したから、対雁から来た民が拓いたからなど諸説あり、正確な由来は不明。

### 沿革
古くはアイヌ語で「ユクミンタラ（シカの遊び場）」と呼ばれていた。
1871年（明治4年）、陸前国遠田郡馬場谷村から農民21戸が対雁に入植を試みるも成功せず、そのうち19戸が1873年（明治6年）に転居して雁来村の基礎を造った。
1935年（昭和10年）ごろ、佐藤という宮司が「この辺りをすばらしい豊かな畑にしようではないか」と言って一帯を「豊畑」と名づけた。しかし一帯は泥炭地で水はけが悪かったため、苗穂刑務所の囚人たちによって手掘りの排水路「雁来新川」が造られ、土地の改良に貢献することとなった。
1955年（昭和30年）3月1日、札幌村の札幌市への合併に伴い、「札幌村字雁来村」となっていた一帯もすべて同市の一部となる。
1985年（昭和60年）に住居表示の実施によって「東雁来○条○丁目」式の町名が誕生し、以後も漸次進行していく。
1996年（平成8年）10月9日、「東雁来第2土地区画整理事業」が告示され、大規模な再開発が始まる。

## 住所
| 町丁                   | 郵便番号 |
| ---------------------- | -------- |
| 東雁来1条1丁目         | 007-0821 |
| 東雁来2条1丁目         | 007-0822 |
| 東雁来3条1丁目         | 007-0823 |
| 東雁来4条1丁目         | 007-0824 |
| 東雁来5条1丁目         | 007-0825 |
| 東雁来6条1丁目〜3丁目  | 007-0826 |
| 東雁来7条1丁目〜3丁目  | 007-0827 |
| 東雁来8条1丁目〜4丁目  | 007-0828 |
| 東雁来9条1丁目〜4丁目  | 007-0829 |
| 東雁来10条1丁目〜4丁目 | 007-0030 |
| 東雁来11条1丁目〜4丁目 | 007-0031 |
| 東雁来12条2丁目〜4丁目 | 007-0032 |
| 東雁来13条2丁目〜4丁目 | 007-0033 |
| 東雁来14条2丁目〜4丁目 | 007-0034 |
| 東雁来町○番地          | 007-0820 |

## 施設

### 東雁来の施設
- 日昭本社・札幌工場（大阪府茨木市から本社移転、東雁来7-3）
- 道央札幌郵便局（東雁来8-3）
- 札幌サッカーアミューズメントパーク（東雁来12-3）
- 東雁来ショッピングセンター（東雁来10-3）
- 東雁来公園（東雁来12-4）
- 東雁来ショッピングセンターB街区

### 東雁来町の施設
- 北海道札幌東豊高等学校（東雁来町376-1）
- 豊畑神社（東雁来町361-1）